# الينس:كولونيال مارينيس
الينس:كولونيال مارينيس (بالإنجليزية: Aliens: Colonial Marines)‏ هي لعبة فيديو من نوع تصويب منظور الشخص الأول، تاريخ صدورها هو 12 فبراير 2013، وهي متوفرة على أجهزة مايكروسوفت ويندوز وبلاي ستيشن 3 وإكس بوكس 360. اللعبة من تطوير جيربوكس سوفتوير ومن نشر سيجا.

## روابط خارجية
- الينس:كولونيال مارينيس على موقع IMDb (الإنجليزية)